# Kolva (Usa)
Kolva (rus. Колва) je rijeka u Arhangelskoj oblasti i u republici Komi u Rusiji. Desna je pritoka rijeke Use i dio porječja rijeke Pečore. Duga je 546 km, s površinom porječja od 18100 km2.
Zamrzava se koncem studenoga, a odmrzava se polovicom svibnja.

## Etimologija
Ime dolazi od ugrofinske riječi kol (riba) i komskog va (rijeka).